# Stawki Żytniowskie
Stawki Żytniowskie – kolonia w Polsce położona w województwie opolskim, w powiecie oleskim, w gminie Rudniki.
Miejscowość należy do sołectwa Żytniów.
W latach 1975–1998 miejscowość położona była w województwie częstochowskim.
Przed 2023 r. miejscowość była częścią kolonii Żurawie.